# یواس‌اس میسیسیپی (بی‌بی-۲۳)
یواس‌اس میسیسیپی (بی‌بی-۲۳) (به انگلیسی: USS Mississippi (BB-23)) یک کشتی بود که طول آن ۳۸۲ فوت (۱۱۶ متر) بود. این کشتی در سال ۱۹۰۵ ساخته شد.